# Viareggio
Viareggio és un municipi italià, situat a la regió de la Toscana i a la província de Lucca. L'any 2004 tenia 63.276 habitants.

## Fills il·lustres
- Vittorio Biagi (1941), ballarí i coreògraf.